# 33-й центральный научно-исследовательский институт Министерства обороны Российской Федерации
33-й центральный научно-исследовательский испытательный институт (33 ЦНИИИ МО РФ) — является ведущей научно-исследовательской организацией в области радиационной, химической и биологической защиты. Институт располагает не имеющей аналогов в России испытательной базой, которая позволяет испытывать новые образцы вооружения и средства РХБ защиты, а также военной техники и экипировки других видов вооружённых сил РФ и родов войск. 33 ЦНИИИ создан 18 июля 1928 года в СССР.

## История
Создание института было ответной мерой на массированное применение химического оружия в годы Первой мировой войны. Ещё в начале 1920-х годов в Шиханах была создана аэрохимическая станция. В создании этой станции принимали участие немцы, обходившие таким образом запрет на подобные исследования по условиям Версальского договора. В 1933 году станция была упразднена, а её имущество перешло к находящемуся по соседству Центральному военно-химическому полигону. Непосредственно сам ЦНИИ был создан 18 июля 1928 года под наименованием Институт химической обороны имени Осоавиахима.
В состав 33 ЦНИИИ Минобороны России также входил 27-й Научный центр Министерства обороны Российской Федерации, ныне отдельное ФГБУ.
20 мая 2025 года, на фоне российского вторжения на Украину, институт был включён в санкционный список стран Евросоюза в связи с распространением и применением химического оружия на Украине.